# Петухов, Константин Дмитриевич
Константин Дмитриевич Петухов (21 августа 1914, Бердянск — 14 августа 1981, Москва) — советский государственный деятель. Герой Социалистического Труда (1974). Депутат Верховного Совета СССР 5-го созыва. Член ЦК КПСС в 1956—1961 годах.

## Биография
Родился 21 августа 1914 года в Бердянске в семье рабочего.
С июня 1929 года работал слесарем Первомайского завода сельскохозяйственного машиностроения в Бердянске.
В сентябре 1931 года окончил Бердянский индустриальный техникум и с октября 1932 года работал техником Первомайского завода сельскохозяйственного машиностроения.
В феврале 1934 года был назначен на должность заведующего бюро методов технического контроля ОТК, затем — на должность начальника бюро технического контроля танкового отдела завода № 183 Харькове.
В феврале 1939 года закончил вечернее отделение Харьковского механико-машиностроительного института.
С июня 1940 года работал начальником технического контроля танкового завода № 183 в Харькове.
В ряды ВКП(б) вступил в декабре 1940 года.
С ноября 1941 года работал заместителем секретаря парткома завода № 183 наркомата танковой промышленности в Нижнем Тагиле.
С апреля 1945 года работал парторг ЦК ВКП(б) на Уральском танковом заводе № 183.
В декабре 1947 года был назначен на должность директора завода № 50 Министерства транспортного машиностроения СССР, а в августе 1949 года — на должность директора завода № 75 Министерства транспортного машиностроения СССР.
С апреля 1954 года работал председателем Технического совета и заместителем министра транспортного машиностроения СССР.
С 18 июля 1955 по 10 мая 1957 года работал министром тяжёлого машиностроения СССР.
В июне 1957 года был назначен на должность председателя Московского городского СНХ.
С декабря 1959 года работал председателем Государственного научно-технического комитета Совета Министров СССР и заместителем председателя Госплана СССР.
В мае 1961 года вновь был назначен на должность председателя Московского городского СНХ.
С ноября 1961 года работал директором турбинного завода им. С. М. Кирова в Харькове, с января 1965 — директором Московского завода «Динамо».
В апреле 1974 года был назначен на должность генерального директора производственного электромашиностроительного объединения «Динамо» в Москве.
В мае 1978 года Константин Дмитриевич Петухов ушёл на пенсию, став персональным пенсионером союзного значения.
Умер 14 августа 1981 года в Москве.

## Награды
- Золотая медаль «Серп и Молот» указом Президиума Верховного Совета СССР от 28 августа 1974 года — за большой вклад в развитие в совершенствование производства, создание и широкое применение на заводе эффективной системы повышения производительности труда;
- Два ордена Ленина;
- Орден Октябрьской Революции;
- Пять орденов Трудового Красного Знамени;
- Орден Красной Звезды;
- Орден «Знак Почёта».